# Галлахер, Джон (младший)
Джон Го́вард Га́ллахер-мла́дший (англ. John Howard Gallagher, Jr.; род. 17 июня 1984, Уилмингтон, Делавэр, США) — американский актёр и музыкант. Наиболее известен по ролях Морица Штифеля в мюзикле «Весеннее пробуждение», Мейсона в фильме «Короткий срок 12» и Джима Харпера в телесериале «Служба новостей» (2012—2014).

## Жизнь и карьера
Галлахер родился в Уилмингтоне, штат Делавэр, и был воспитан вместе с двумя старшими сёстрами. Его родители, Джон и Джун Галлахер, — фолк-музыканты. С юных лет Галлахер он выступал в музыкальных группах. В Детском театре Делавэра исполнял роль Тома Сойера.
Был одним из участников коллектива Old Springs Pike (ныне The Spring Standards), покинул его ради выступления в «Весеннем пробуждении».
На телевидении актёр впервые появился в сериале «Закон и порядок». Позднее снимался в сериалах «Полиция Нью-Йорка», «Закон и порядок. Специальный корпус», «Западное крыло» и «Эд».
В 2016 году Галлахер выпустил дебютный сольный альбом под названием Six Day Hurricane, изданный Rockwood Music Hall.

## Фильмография

### Кино
| Год  | Название на русском                  | Оригинальное название            | Роль            | Примечания           |
| ---- | ------------------------------------ | -------------------------------- | --------------- | -------------------- |
| 2003 | Праздник Эйприл                      | Pieces of April                  | Тимми Бёрнс     |                      |
| 2006 | Мистер Гибб                          | Mr. Gibb                         | Бретт Маллен    |                      |
| 2009 | Будь что будет                       | Whatever Works                   | Перри Синглтон  |                      |
| 2010 | Джона Хекс                           | Jonah Hex                        | лейтенант Эванс |                      |
| 2011 | Маргарет                             | Margaret                         | Даррен Родифер  |                      |
| 2013 | Короткий срок 12                     | Short Term 12                    | Мейсон          |                      |
| 2013 | Бродвейский идиот                    | Broadway Idiot                   | он сам          | Документальный фильм |
| 2014 | Машина сердца                        | The Heart Machine                | Коди            |                      |
| 2016 | Кловерфилд, 10                       | 10 Cloverfield Lane              | Эмметт ДеУитт   |                      |
| 2016 | Тишина                               | Hush                             | убийца          |                      |
| 2017 | Эксперимент «Офис»                   | The Belko Experiment             | Майк Милч       |                      |
| 2018 | Неправильное воспитание Кэмерон Пост | The Miseducation of Cameron Post | преподобный Рик |                      |
| 2018 | Сэди                                 | Sadie                            | Сайрус          |                      |
| 2018 | Багровая мята                        | Peppermint                       | Кармайкл        |                      |
| 2019 | Лучшие враги                         | The Best of Enemies              |                 |                      |
| 2019 | Под водой                            | Underwater                       |                 |                      |
| 2022 | Пропавшие в ночи                     | Gone in the Night                | Макс            |                      |

### Телевидение
| Год       | Название на русском                   | Оригинальное название             | Роль                 | Примечания                                 |
| --------- | ------------------------------------- | --------------------------------- | -------------------- | ------------------------------------------ |
| 2001      | Восход Фламинго                       | The Flamingo Rising               | Гэри                 | Телевизионный фильм                        |
| 2002      | Закон и порядок                       | Law & Order                       | Терренс Холт         | Эпизод: «Girl Most Likely»                 |
| 2002      | Западное крыло                        | The West Wing                     | Тайлер               | Эпизод: «20 Hours in America (Part 1 & 2)» |
| 2003      | Эд                                    | Ed                                | Эрик                 | Эпизод: «The Decision»                     |
| 2003      | Полиция Нью-Йорка                     | NYPD Blue                         | Рэй Спир             | 2 эпизода                                  |
| 2004      | Закон и порядок: Преступное намерение | Law & Order: Criminal Intent      | Гэри                 | Эпизод: «Conscience»                       |
| 2006      | Продюсер                              | Love Monkey                       | Пол                  | 2 эпизода                                  |
| 2009      | Закон и порядок: Специальный корпус   | Law & Order: Special Victims Unit | Джефф Линвуд         | Эпизод: «Lead»                             |
| 2012—2014 | Новости                               | The Newsroom                      | Джеймс «Джим» Харпер | 25 эпизодов                                |
| 2014      | Что знает Оливия?                     | Olive Kitteridge                  | Кристофер Киттеридж  | Мини-сериал; 3 эпизода                     |

## Театр
| Year      | Название на русском       | Оригинальное название         | Роль                     | Площадка                                                                |
| --------- | ------------------------- | ----------------------------- | ------------------------ | ----------------------------------------------------------------------- |
| 2003      | Кимберли Акимбо           | Kimberly Akimbo               | Джефф                    | Manhattan Theatre Club (Офф-Бродвей)                                    |
| 2006      | Кроличья нора             | Rabbit Hole                   | Джейсон иллетт           | Pacific Playwrights Festival Biltmore Theatre (Бродвей)                 |
| 2006—2007 | Весеннее пробуждение      | Spring Awakening              | Мориц Штифель            | Atlantic Theatre Company (Офф-Бродвей) Eugene O’Neill Theatre (Бродвей) |
| 2008      | Портовое управление       | Port Authority                | Кевин                    | Atlantic Theatre Company (Офф-Бродвей)                                  |
| 2008      |                           | Farragut North                | Стивен Мейерс            | Atlantic Theatre Company (Офф-Бродвей)                                  |
| 2009—2011 | Американский идиот        | American Idiot                | Джонни (Иисус пригорода) | Berkeley Repertory Theatre St. James Theatre (Бродвей)                  |
| 2011      | Иерусалим                 | Jerusalem                     | Ли                       | Music Box Theatre (Бродвей)                                             |
| 2016      | Долгий день уходит в ночь | Long Day’s Journey into Night | Эдмунд Тайрон            | American Airlines Theatre (Бродвей)                                     |

## Награды и номинации
| Год  | Ассоциация                           | Категория                                   | Работа                    | Результат |
| ---- | ------------------------------------ | ------------------------------------------- | ------------------------- | --------- |
| 2007 | Премия «Тони»                        | Лучшая мужская роль второго плана в мюзикле | Весеннее пробуждение      | Победа    |
| 2007 | Премия «Драма Деск»                  | Лучшая мужская роль в мюзикле               | Весеннее пробуждение      | Номинация |
| 2007 | Выбор аудитории сайта «Broadway.com» | Лучшая мужская роль в мюзикле               | Весеннее пробуждение      | Победа    |
| 2007 | Премия Лиги Драмы                    | Выдающееся исполнение                       | Весеннее пробуждение      | Номинация |
| 2010 | Премия Лиги Драмы                    | Выдающееся исполнение                       | Американский идиот        | Номинация |
| 2010 | Выбор аудитории сайта «Broadway.com» | Лучшая мужская роль в мюзикле               | Американский идиот        | Победа    |
| 2014 | Премия «CinEuphoria»                 | Лучший актёр второго плана                  | Короткий срок 12          | Номинация |
| 2016 | Выбор аудитории сайта «Broadway.com» | Лучшая мужская роль в пьесе                 | Долгий день уходит в ночь | Победа    |